# Sendeturm Künzell (DFMG)
Der Sendeturm Künzell (DFMG) ist eine Sendeanlage der Deutschen Funkturm GmbH zur Ausstrahlung von Hörfunksignalen. Er befindet sich im Stadtgebiet der Ortschaft Künzell nur wenige Meter südöstlich des Sendeturms Künzell (Hessischer Rundfunk). Antennenträger ist ein freistehender Stahlfachwerkturm.
Von diesem Sender werden die Stadt Fulda und umliegende Gebiete versorgt.

## Frequenzen und Programme

### Analoger Hörfunk (UKW)
| Frequenz (MHz) | Programm                                                  | RDS PS   | RDS PI | Regionalisierung | ERP (kW) | Antennendiagramm rund (ND)/gerichtet (D) | Polarisation horizontal (H)/vertikal (V) |
| -------------- | --------------------------------------------------------- | -------- | ------ | ---------------- | -------- | ---------------------------------------- | ---------------------------------------- |
| 90,7           | Deutschlandradio Kultur                                   | DKULTUR_ | D220   | –                | 0,3      | ND                                       | H                                        |
| 95,7           | harmony.fm                                                | harmony_ | 1364   | –                | 0,32     | D (90–190°, 230–270°, 320–60°)           | H                                        |
| 99,2           | Dezember 2008 bis März 2018: domradio; zur Zeit ungenutzt | DOMRADIO | 109D   | –                | 0,32     | D (70–170°, 200–260°)                    | H                                        |
| 99,9           | planet more music radio                                   | _planet_ | D369   | –                | 0,2      | D (30–160°, 240–340°)                    | H                                        |
| 105,7          | Radio Bob                                                 | RADIOBOB | D46A   | –                | 0,32     | D (50–290°, 330–20°)                     | H                                        |

### Analoges Fernsehen (PAL)
Vor der Umstellung auf DVB-T diente der Sendestandort weiterhin für analoges Fernsehen:
| Kanal | Frequenz (MHz) | Programm                       | ERP (kW) | Sendediagramm rund (ND)/ gerichtet (D) | Polarisation horizontal (H)/ vertikal (V) |
| ----- | -------------- | ------------------------------ | -------- | -------------------------------------- | ----------------------------------------- |
| 41    | 631,25         | RTL (Hessen)                   | 0,05     | D                                      | H                                         |
| 51    | 711,25         | RTL II                         | 0,05     | D                                      | H                                         |
| 53    | 727,25         | VOX                            | 0,05     | D                                      | H                                         |
| 60    | 783,25         | Sat.1 (Rheinland-Pfalz/Hessen) | 0,05     | D                                      | H                                         |